# أندريه كيمبو مبوما
أندريه كيمبو مبوما (مواليد 29 سبتمبر 1962) هو ملاكم من جمهورية الكونغو الديمقراطية، مثّل بلاده في الألعاب الأولمبية الصيفية 1984.

## روابط خارجية
أندريه كيمبو مبوما على موقع بوكس ريك (الإنجليزية) (registration required)
- أندريه كيمبو مبوما على موقع أوليمبيديا (الإنجليزية)